# Tiefenthal (Rheinhessen)
Tiefenthal ist eine Ortsgemeinde im Landkreis Bad Kreuznach in Rheinland-Pfalz. Sie gehört der Verbandsgemeinde Bad Kreuznach an. Tiefenthal gehört zum Landschaftsgebiet Rheinhessische Schweiz.

## Geschichte
Tiefenthal wird erstmals in einer Besitzbestätigung von Papst Leo IX. für das Kloster St. Maximin in Trier vom 16. Januar 1051 als „Daffindal“ erwähnt. Die Urkunde ist zwar wahrscheinlich gefälscht, weist aber als ältestes Zeugnis auf den Ort hin. Später gehörte Tiefenthal zum Amt Jugenheim, welches im 14. Jahrhundert von den Raugrafen über die Herren von Bolanden und die Grafen von Sponheim-Dannenfels an die Dynastie Nassau gelangt war. 1683 gehörte der Ort nach einem Lehensverzeichnis zur Herrschaft Nassau-Ottweiler und war an die Grafen von Wartenberg verpfändet. 1717 kam das Dorf an die jüngere Linie Nassau-Saarbrücken, die es 1721 an die Rheingrafen von Grehweiler verpfändete. Um 1800 verkehrte der Schinderhannes häufiger in Tiefenthal, da zwei seiner Komplizen hier her stammten. Seit 1816 gehört Tiefenthal zu Rheinhessen. Am 17. März 1945 wurde etwa ein Viertel der Gebäude durch amerikanischen Panzerbeschuss zerstört.

### Religion
Tiefenthal besaß im 19. Jahrhundert eine kleine jüdische Gemeinde, die eine eigene Schule unterhielt. Das letzte Begräbnis auf dem jüdischen Friedhof fand 1904 statt.

### Einwohnerentwicklung
Die Entwicklung der Einwohnerzahl von Tiefenthal, die Werte von 1871 bis 1987 beruhen auf Volkszählungen:
| Jahr | Einwohner |
| 1815 | 168       |
| 1835 | 240       |
| 1871 | 149       |
| 1905 | 127       |
| 1939 | 115       |
| 1950 | 147       |

| Jahr | Einwohner |
| 1961 | 125       |
| 1970 | 101       |
| 1987 | 94        |
| 2005 | 119       |
| 2018 | 117       |
| 2022 | 129       |

## Politik

### Gemeinderat
Der Gemeinderat in Tiefenthal besteht aus sechs Ratsmitgliedern, die bei der Kommunalwahl am 9. Juni 2024 in einer Mehrheitswahl gewählt wurden, und der ehrenamtlichen Ortsbürgermeisterin als Vorsitzender.

### Bürgermeister
Ingeborg Jacobs wurde am 8. Juli 2024 Ortsbürgermeisterin von Tiefenthal. Bei der Direktwahl am 9. Juni 2024 war sie als einzige Bewerberin mit einem Stimmenanteil von 77,4 % für fünf Jahre gewählt worden.
Der Vorgänger von Ingeborg Jacobs, Ulf Pees, hatte das Amt zehn Jahre ausgeübt und kandidierte bei der Wahl 2024 nicht erneut.

### Wappen
| Wappen von Tiefenthal | Blasonierung: „In halbgespaltenem und geteiltem Schild oben vorne in drei Reihen dreimal in Gold und Blau geschachtet, in Blau ein steigender siebenmal in Silber und Rot geteilter goldbewehrter Löwe, unten in Silber ein blaues Schwert und ein blauer Steinhammer diagonal gekreuzt.“ |
| Wappen von Tiefenthal | Wappenbegründung: Das Wappen weist sowohl auf die vordere Grafschaft Sponheim, im Mittelalter einflussreichste Ortsherren, als auch auf den ehemaligen Regierungsbezirk Rheinhessen, hin. Schwert und Hammer entstammen einem Gerichtssiegel aus dem 18. Jahrhundert.                     |

## Wirtschaft und Infrastruktur

### Weinbau
Tiefenthal gehört zum „Weinbaubereich Bingen“ im Anbaugebiet Rheinhessen. Im Ort sind zwei Weinbaubetriebe tätig, die bestockte Rebfläche beträgt 9 Hektar. Etwa 98 % des angebauten Weins sind Weißweinrebsorten (Stand 2007). Im Jahre 1979 waren noch sechs Betriebe tätig, die damalige Rebfläche betrug 11 Hektar. Die Einzellage Graukatz befindet sich in der Großlage Rheingrafenstein.

### Verkehr
- Nördlich der Gemeinde verläuft die Bundesstraße 420. Im Nordosten befindet sich die A 61.
- Im ca. 5 Kilometer entfernten Alsenz ist ein Bahnhof der Alsenztalbahn.

### Sonstiges
Mitte September 2012 wurde Tiefenthal bundesweit dadurch bekannt, dass es wegen Personalmangels bei der Freiwilligen Feuerwehr künftig zu einer Verpflichtung ausgewählter  Bürger zum Dienst bei der örtlichen Feuerwehr kommen soll. Hintergrund sind Vorschriften des Landesgesetzes über den Brandschutz, die allgemeine Hilfe und den Katastrophenschutz sowie der Feuerwehrverordnung des Landes Rheinland-Pfalz, wonach eine Einsatzgrundzeit von acht Minuten gewährleistet werden muss. Entsprechende Einberufungsbescheide werden von der zuständigen Verbandsgemeindeverwaltung Bad Kreuznach erlassen.